# Great Malvern
Great Malvern är den centrala delen av staden Malvern, i civil parish Malvern, i distriktet Malvern Hills, i grevskapet Worcestershire och riksdelen England, i den södra delen av Storbritannien, 160 km väster om huvudstaden London. Great Malvern ligger 118 meter över havet och antalet invånare är 37 663. Great Malvern var en civil parish fram till 1974. Civil parish hade 9 954 invånare år 1951.
Terrängen runt Great Malvern är platt norrut, men söderut är den kuperad. Runt Great Malvern är det ganska tätbefolkat, med 93 invånare per kvadratkilometer. Närmaste större samhälle är Worcester, 11,2 km nordost om Great Malvern. Trakten runt Great Malvern består till största delen av jordbruksmark.